# Santa Cecília do Sul
Santa Cecília do Sul es un municipio brasilero del estado de Rio Grande do Sul.

## Geografía
Su población estimada en 2004 era de 1767 habitantes.